# Harold Holt
Harold Edward Holt (Sydney (New South Wales), 5 augustus 1908 – vermist geraakt bij Portsea (Victoria), 17 december 1967) was een Australisch politicus. Hij was de 17e premier van Australië. 
Hij werd extra bekend naar aanleiding van zijn verdwijning. Op 17 december 1967 ging Holt zwemmen in de zee en kwam hiervan nooit meer terug. Aangenomen wordt dat hij toen is verdronken.

## Levensloop

### Persoonlijk
Holts ouders gingen uit elkaar toen hij tien was. Daarna had hij een moeizame relatie met beide ouders. Hij ging regelmatig uit met het meisje dat uiteindelijk zou trouwen met zijn vader en daarmee zijn stiefmoeder werd. In diezelfde won hij een beurs en ging rechten studeren aan de Universiteit van Melbourne. In 1932 behaalde hij een Bachelor in Laws en werd toegelaten tot de advocatuur.
Op de universiteit ontmoette hij Zara Kate Dickins. De twee vormden een stel, maar gingen in 1934 uit elkaar. Holts voormalige vriendin vertrok naar Londen en trouwde daar met een Britse legerofficier. In 1937 gaf zij geboorte aan een zoon en in 1939 aan een tweeling. In de tussentijd had zij de banden met Holt weer aangehaald. Holts biograaf Tom Frame onthulde later dat Holt de vader was van de tweeling. Dickins huwelijk viel vrij snel na de geboorte van de tweeling uiteen. Zij trouwde in 1946 met Holt en hij adopteerde de drie jongens. Gedurende hun huwelijk had Holt verschillende buitenechtelijke relaties.

### Politieke carrière
Holt stond bekend als een harde werker en maakte dagen van 16 uur. Hij sliep gemiddeld 4 tot 5 uur per nacht. Hij voelde zich aangetrokken tot de politiek en werd aan het begin van de jaren dertig lid van de United Australia Party. In 1934 stelde hij zich kandidaat voor het parlement. Daarbij nam Holt de nieuweling het op tegen Labor-kopstuk en oud-premier James Scullin. Zijn eerste verkiezingen verloor hij nog, maar een tweede poging een jaar later om in het parlement gekozen te worden slaagde wel.
Zijn politieke mentor Robert Menzies volgde in april 1939 de onverwachts overleden premier Joseph Lyons op als premier. Holt werd beloond voor zijn inzet met de benoeming tot minister zonder portefeuille. Vanaf oktober 1939 was hij minister van Wetenschap en Industrieel Onderzoek. Intussen brak de Tweede Wereldoorlog uit en Holt meldde zich aan bij de Australian Imperial Force als schutter. Hij bleef in functie als minister. Een paar maanden later verloor een drietal kabinetsleden en een aantal hoge militairen het leven bij een vliegtuigcrash in Canberra. Premier Menzies vroeg daarom aan Holt zijn militaire activiteiten te staken en deze gaf daar gehoor aan. In oktober 1940 werd hij benoemd tot minister van Werkgelegenheid. Op premier Menzies was er intussen veel kritiek binnen zijn eigen partij, waaronder van de kant van Holt. Menzies kreeg het verwijt tijdens de Eerste Wereldoorlog de dienstplicht te hebben ontlopen. In augustus 1941 moest hij door druk uit zijn eigen partij aftreden. Zijn opvolger was Arthur Fadden, partijleider van coalitiegenoot de Country Party. Deze moest naar een paar weken alweer vertrekken omdat zijn regering de steun van een tweetal onafhankelijke parlementsleden verloor. Labor-leider John Curtin trad naar voren als nieuwe partijleider. Robert Menzies werkte aan een politieke comeback en stond in 1944 aan de basis van de nieuwe Liberal Party of Australia. Holt was een van de eerste prominenten die zich bij hem voegden.
De Liberalen grepen in 1949 de macht en Robert Menzies keerde terug als premier. In zijn kielzog werd Holt wederom benoemd tot minister van Werkgelegenheid en minister van Immigratie. Als minister streefde Holt een nauwere samenwerking tussen vakbonden, werkgevers en de overheid na. Hij stond bekend vanwege zijn tolerante houding en bereidheid compromissen te sluiten, ondanks zijn controversiële besluit om in 1953 het leger in te zetten om goederen te beschermen tijdens een dispuut met de vakbonden. Naar buiten toe had Holt verder een goede pers. Hij werd gekozen als een van best geklede Australische mannen en groeide binnen de partij door als tweede man achter Menzies. Nadat Arthur Fadden in december 1958 met pensioen ging volgde Holt hem op als minister van Financiën. In november 1960 maakte Holt een van zijn weinige grote misstappen in zijn carrière. Hij stelde een krappe begroting voor om de inflatie tegen te gaan en de staatsschuld te verlagen. De overheidsbezuinigingen stonden aan de basis van de ergste economische crisis sinds de Tweede Wereldoorlog. Australië belandde in een recessie en de regering kreeg veel kritiek. In het parlement overleefde de regering met een stem verschil een motie van wantrouwen. Daarna trok de economie gelukkig aan. Al die tijd bleef Holt aan als minister van Financiën. Menzies ging in januari 1966 met pensioen. Holt volgde hem op als partijleider en daarmee als premier.

### Premier
Holts periode als premier viel samen met het hoogtepunt van de Koude Oorlog. De Australische regering stond voor verschillende ingrijpende beslissingen. De banden met het Verenigd Koninkrijk werden minder hecht naarmate dat land steeds meer buitenlandse legerbasissen in de regio sloot. De voormalige vijand Japan groeide uit tot de tweede handelspartner van het land na de Verenigde Staten.
Bij zijn aantreden gaf Holt aan dat hij geen behoefte had aan de uitbreiding van de Australische deelname aan de oorlog in Vietnam. Op dat moment was de Australische inbreng beperkt tot de zending van een aantal strategische adviseurs. Nog geen maand later kondigde hij aan dat Australië vijfenveertighonderd militairen zou sturen. Weer vijf maanden later maakte de premier de dood bekend van de eerste gesneuvelde Australische militair op Vietnamees grondgebied. Vlak voor zijn dood stemde Holt in met de zending van een derde bataljon. Zijn opvolger John Gorton zou dat besluit later terugdraaien. Vooral in de herinnering bleef een uitspraak die de Australische premier deed in een speech tijdens een bezoek aan Washington D.C. in aanwezigheid van president Lyndon B. Johnson over Australië als "a staunch friend that will be all the way wit LBJ".
De parlementaire verkiezingen in november 1966 verliepen gunstig voor de Liberalen. Zij bereikte samen met coalitiegenoot de Country Part een daarna nooit meer geëvenaarde meerderheid in het parlement. Na de verkiezingen volgde Gough Whitlam Arthur Caldwell op als partijleider van de Labor-partij. Als oppositieleider wist hij Holt serieuze tegenstand te bieden en de Labor-partij begon zich te herstellen in de peilingen. Veel kritiek kreeg premier Holt toen hij de maidenspeech van een nieuw parlementslid onderbrak toen deze hem bekritiseerde. Dat werd als zeer ongepast gezien en kostte hem veel krediet omdat het inging tegen de politieke mores, ook binnen zijn eigen partij. In oktober 1966 was er een nieuw schandaal vanwege misbruik van een regeringsvliegtuig en de verkeerde voorlichting daarover van Holt aan het parlement.

### Verdwijning
Op de ochtend van 17 december 1967 ging Holt er samen met een paar vrienden en twee lijfwachten op uit om te zwemmen. Ondanks de sterke stroming en hoge golven ging hij de zee in bij Portsea in de staat Victoria. Nadat hij niet was teruggekeerd, gingen alle alarmbellen af en hield de politie een massale zoektocht, maar zonder een spoor van hem te vinden. Twee dagen later liet de regering weten dat Holt waarschijnlijk verdronken was. 
Vicepremier John McEwen volgde hem aanvankelijk op als premier totdat Holts eigen partij een kandidaat naar voren schoof. Dat werd John Gorton. Op 22 december was er een afscheidsbijeenkomst met veel bezoekers, waaronder de Amerikaanse president Johnson en Charles, prins van Wales.
Over de mogelijke reden van de verdwijning van de Australische premier werd volop gespeculeerd. Er doen ook verschillende complottheorieën de ronde. Zo zou hij door China zijn opgepikt met een duikboot, omdat hij voor dat land spioneerde. Anderen suggereren dat hij zelfmoord heeft gepleegd.
Holt heeft een gedenkplaats op de Melbourne General Cemetery.
- Australian Dictionary of Biography: holt-harold-edward-10530
- Gemeinsame Normdatei: 137699948
- International Standard Name Identifier: 0000 0000 6323 4083
- Library of Congress Control Number: n86142156
- National Archives and Records Administration: 24908662
- Nationale bibliotheek van Australië: 35641087
- SNAC: w6rj5934
- Trove: 548981
- Virtual International Authority File: 50715639
- WorldCat: E39PBJdgYWMvDHFP7MktpdJqwC